# Nelson Oñate
Nelson Oñate Temprana (ur. 7 marca 1943 w Hawanie, zm. 11 września 2022 w Miami) – kubański strzelec, olimpijczyk, medalista igrzysk panamerykańskich.
Brał udział w Letnich Igrzyskach Olimpijskich 1968 (Meksyk). Startował w jednej konkurencji, w której zajął siódme miejsce.
Oñate był dwukrotnym indywidualnym medalistą igrzysk panamerykańskich. Na igrzyskach w Cali zdobył brązowy medal w konkurencji pistoletu dowolnego (50 m), a cztery lata później w Meksyku zdobył srebro w konkurencji pistoletu pneumatycznego (10 m).

## Wyniki olimpijskie
| Igrzyska | Konkurencja            | Wynik                           | Miejsce |
| -------- | ---------------------- | ------------------------------- | ------- |
| IO 1968  | Pistolet dowolny, 50 m | 555 punktów (90-90-92-91-98-94) | 7.      |